# 부산항공고등학교
부산항공고등학교(釜山航空高等學校)는 대한민국 부산광역시 사상구 덕포동에 있는 공립 고등학교이다.

## 학교 연혁
- 1991년 8월 5일 : 서부산공업고등학교 설립 인가(전자기계과, 자동제어과, 전자통신과, 전자계산기과, 전기과 각 2학급 총 10학급)
- 1995년 11월 29일 : 서부산공업고등학교 준공
- 1996년 3월 1일 : 초대 신성재 교장 취임
- 1996년 3월 4일 : 제1회 입학식(입학생 551명)
- 1997년 3월 10일 : 부산광역시 교육기자재 수리정비소 개소
- 1997년 3월 18일 : 서부산공업고등학교 역도부 창단
- 1999년 2월 11일 : 제1회 졸업식(졸업생 507명)
- 2001년 8월 31일 : 부산광역시 교육기자재 수리정비소 폐소
- 2007년 3월 1일 : 교육인적자원부 지정 신재생에너지 특성화고 연구학교 운영(2년간)
- 2007년 8월 28일 : 부산광역시교육청지정 신재생에너지 특성화고등학교로 인가
- 2007년 10월 31일 : 부산에너지과학고등학교 교명 변경 인가
- 2019년 3월 1일 : 서부산공업고등학교 교명 변경(전기에너지과 3학급, 기계과 2학급, 스마트팩토리과 2학급 총 7학급)
- 2019년 12월 26일 : 다목적강당(백산관) 개관
- 2023년 9월 1일 : 제14대 김형욱 교장 취임
- 2023년 12월 19일 : 제26회 졸업식 (115명, 총 졸업생 7,068명)
- 2024년 3월 1일 : 부산항공고등학교 교명 변경 (항공정비과 2학급, 항공기계과 2학급, 항공전기전자과 2학급)
- 2024년 3월 4일 : 제29회 입학식 (입학생 96명)

## 설치 학과
- 항공정비과
- 항공기계과
- 항공전기전자과

## 참고 자료
- 부산항공고등학교 - 한국교육학술정보원 학교알리미